# François-Marie-Anatole de Rovérié de Cabrières

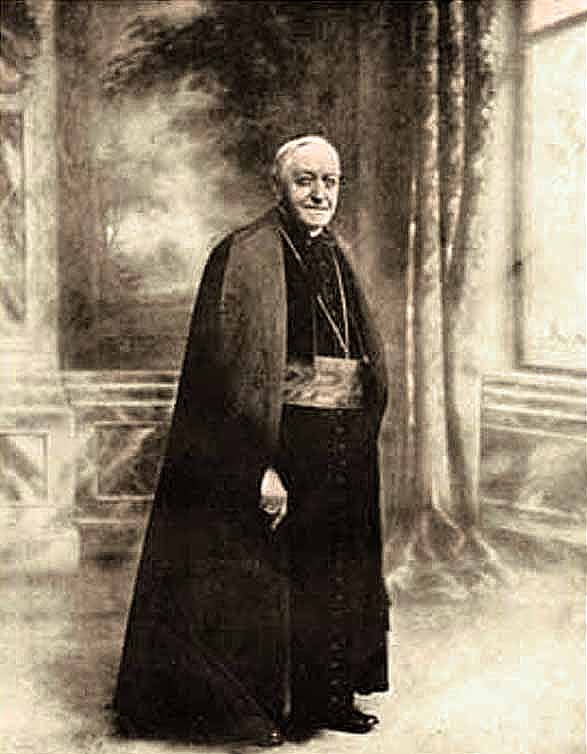
Anatole Kardinal de Cabrières

Kardinalswappen

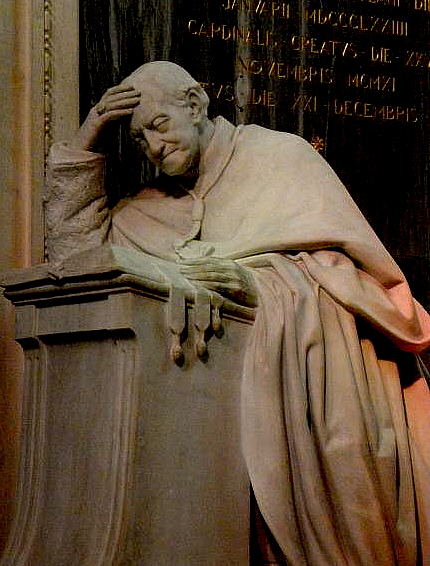
Grabmonument von Anatole Kardinal de Cabrières (Kathedrale von Montpellier)

François-Marie-Anatole Kardinal de Rovérié de Cabrières (* 30. August 1830 in Beaucaire, Frankreich; † 21. Dezember 1921 in Montpellier) war Bischof von Montpellier.

## Leben
François-Marie-Anatole de Rovérié de Cabrières studierte am Collège de l’Assomption in Nîmes und am Collège Saint-Sulpice in Paris Katholische Theologie und empfing am 24. September 1853 in Nîmes das Sakrament der Priesterweihe. Anschließend wirkte er bis 1874 als Gemeindeseelsorger, Leiter eines Knabenseminars und Bischöflicher Sekretär im Bistum Nîmes. Am 16. Januar 1874 wurde er zum Bischof von Montpellier ernannt. Die Bischofsweihe spendete ihm der Bischof von Nîmes, Claude-Henri Plantier; Mitkonsekratoren waren Julien Meirieu, Bischof von Digne, und Gaspard Mermillod, Weihbischof im Bistum Lausanne und Genf.
1890 erhielt er die Berechtigung zum Tragen des Palliums. 1911 nahm ihn Papst Pius X. als Kardinalpriester mit der Titelkirche Santa Maria della Vittoria in das Kardinalskollegium auf. Er war Teilnehmer am Konklave 1914, bei dem Papst Benedikt XV. gewählt wurde.
François-Marie-Anatole de Rovérié de Cabrières starb am 21. Dezember 1921 um 6 Uhr 30 morgens in Montpellier und wurde in der Kathedrale von Montpellier beigesetzt.